# ホンジュラスサッカー連盟
ホンジュラスサッカー連盟（ホンジュラスサッカーれんめい、西: Federación Nacional Autónoma de Fútbol de Honduras）は、ホンジュラスにおけるサッカーを統括する運営団体。略称はFENAFUTH。本部は首都のテグシガルパに置かれる。
国際サッカー連盟（FIFA）および北中米カリブ海サッカー連盟（Concacaf）に加盟している。サッカーホンジュラス代表などを組織する。